# 9620 Ericidle
9620 Ericidle är en asteroid i huvudbältet som upptäcktes den 17 mars 1993 i samband med projektet UESAC. Den fick den preliminära beteckningen 1993 FU13 och  namngavs senare efter Eric Idle, en av medlemmarna i Monty Python.
Ericidles senaste periheliepassage skedde den 5 oktober 2022.

## Namngivningen
Ericidle är den fjärde i en serie av sex asteroider som namngetts efter medlemmarna i Monty Python. Här är den fullständiga listan:
- 9617 Grahamchapman
- 9618 Johncleese
- 9619 Terrygilliam
- 9620 Ericidle
- 9621 Michaelpalin
- 9622 Terryjones
- 13681 Monty Python